# Lonnie David Franklin
Lonnie David Franklin Jr (30 de agosto de 1952-28 de marzo de 2020) más conocido por el apodo Grim Sleeper (Durmiente sombrío), fue un asesino en serie estadounidense condenado a muerte por ser el responsable de al menos diez asesinatos y un intento de asesinato en Los Ángeles, California. También fue condenado por violación y violencia sexual. Franklin obtuvo su apodo tras un periodo de catorce años sin cometer crímenes, de 1988 a 2002.
En julio de 2010, Franklin fue arrestado como sospechoso y, después de muchos retrasos, su juicio comenzó en febrero de 2016. El 5 de mayo de 2016, el jurado lo condenó por matar a diez mujeres jóvenes, entre ellas una menor de edad. El 6 de junio de 2016, el jurado recomendó la pena de muerte, y el 10 de agosto de 2016, el Tribunal Superior de Los Ángeles lo condenó a muerte por cada una de las diez víctimas nombradas en el veredicto. El 28 de marzo de 2020, fue encontrado inconsciente en su celda en San Quintín y declarado muerto.

## Vida personal
Lonnie David Franklin Jr. nació el 30 de agosto de 1952. Creció en el Centro Sur de Los Ángeles, California. Se casó y tuvo dos hijos. Fue dado de baja con deshonra del ejército de los Estados Unidos el 24 de julio de 1975 después de haber sido liberado de prisión por una condena por violar en grupo a una joven de 17 años en Stuttgart, Alemania Occidental.
Franklin y otros dos militares acuartelados en Stuttgart se detuvieron para pedirle direcciones a la adolescente y luego le ofrecieron llevarla a casa. Cuando aceptó, le pusieron un cuchillo en la garganta, la llevaron a un campo y la violaron repetida y brutalmente. Ella pudo fingir interés en Franklin y pidió su número de teléfono, el cual le dio a la policía una vez que llegó al hospital.
Durante la violación en grupo, varias fotografías fueron tomadas por uno de los violadores, como en el caso de las mujeres que Lonnie Franklin violó y asesinó después.
En 1989, también fue condenado por dos cargos de robo, un cargo de delito menor de asalto y un cargo de agresión. Cumplió condena por uno de los cargos de robo.

## Víctimas
Los asesinatos conocidos comenzaron en 1985 en el sur de Los Ángeles. El "Grim Sleeper" tomó aparentemente un descanso de 14 años después de su último crimen conocido en 1988 y los asesinatos se reanudaron en 2002 (por lo que lleva al epíteto con el que se le conoce), pero esta historia puede ser solo un accidente de la evidencia recopilada. El último asesinato confirmado fue en enero de 2007. Todas sus víctimas fueron encontradas al aire libre, a menudo en callejones a poca distancia del centro de Los Ángeles.
Todas menos una de sus víctimas eran mujeres negras. Una de sus presuntas víctimas era un hombre negro. Muchas de sus víctimas eran prostitutas. Un testigo recuerda que Franklin frecuentemente traía prostitutas a su casa. Disparó a todas sus víctimas con una pistola calibre 25. en el pecho. Franklin tomó muchas fotografías de las mujeres desnudas y las guardó en su garaje. 
Las víctimas de Franklin son las siguientes: 
| N.º | Nombre                        | Edad | Sexo | Cuerpo encontrado        | Barrio                       |
| --- | ----------------------------- | ---- | ---- | ------------------------ | ---------------------------- |
| 1   | Debra Ronette Jackson         | 29   | F    | 10 de agosto de 1985     | Vermont-Slauson, Los Ángeles |
| 2   | Henrietta Wright              | 34   | F    | 12 de agosto de 1986     | Hyde Park, Los Ángeles       |
| 3   | Thomas Sylvester Steele‡      | 36   | M    | 14 de agosto de 1986     | Harvard Park, Los Ángeles    |
| 4   | Bárbara Bethune Ware          | 23   | F    | 10 de enero de 1987      | Central-Alameda, Los Ángeles |
| 5   | Bernita Rochelle Sparks       | 26   | F    | 15 de abril de 1987      | Gramercy Park, Los Ángeles   |
| 6   | Mary Katherine Lowe           | 26   | F    | 1 de noviembre de 1987   | Gramercy Park, Los Ángeles   |
| 7   | Lachrica Denise Jefferson     | 22   | F    | 30 de enero de 1988      | Westmont, Los Angeles County |
| 8   | Alice Monique Alexander       | 18   | F    | 11 de septiembre de 1988 | Vermont Square, Los Ángeles  |
| 9   | Enietra Margette Washington‡‡ | 30   | F    | Sobrevivió               | Gramercy Park, Los Ángeles   |
| 10  | Princess Cheyanne Berthomieux | 15   | F    | 19 de marzo de 2002      | Inglewood, California        |
| 11  | Valerie Louise McCorvey       | 35   | F    | 11 de julio de 2003      | Westmont, Los Angeles County |
| 12  | Janecia Lavette Peters        | 25   | F    | 1 de enero de 2007       | Gramercy Park, Los Ángeles   |

‡ Una de las presuntas víctimas de Franklin, aunque no hay evidencia de ADN que respalde la acusación. La policía dijo que el hombre víctima, Thomas Steele, posiblemente era amigo de otra víctima o había descubierto la identidad del asesino.
‡‡ Se le dijo a Enietra "Margette" que usara su segundo nombre como apellido para su protección, pero desde entonces se ha presentado como Enietra Margette Washington. Atacada el 20 de noviembre de 1988, ella es la única sobreviviente conocida. En una extensa entrevista en 2009, describió a su agresor como "un hombre negro de poco más de 30 años [...] se veía limpio. Ordenado. Llevaba un polo negro metido por dentro de unos pantalones caqui", describiendo también el exterior e interior de su vehículo.

## Investigación original
A mediados de los años 1980 el Departamento de Policía de Los Ángeles (LAPD) se percató de la posible presencia en la zona sur de la ciudad de un asesino en serie cuyo objetivo eran mujeres negras, drogadictas y prostitutas callejeras. Fue apodado Asesino del Lado Sur (Southside Slayer), e incluso informalmente "asesino de la fresa" ("fresa" era como en jerga de la calle se denominaba entonces a una mujer que ofrecía sexo a cambio de droga). Tras una conferencia al respecto en septiembre de 1985, diversos activistas de los derechos de la comunidad realizaron protestas semanales frente a la sede de la policía para presionar porque formara un equipo de investigación específico para el caso. Al tratarse de mujeres pobres, drogadictas y dedicadas a la prostitución, la activista Margaret Prescod los acusó de falta de interés en comparación con la gran atención e investigación prestadas al Night Stalker (Acechador Nocturno) Richard Ramirez, asesino en serie que había atacado en áreas más exclusivas de Los Ángeles y San Francisco. La Policía lo negó.
A finales de 1986, el estudio de los modus operandi y descripciones de sospechosos llevó a la conclusión de que no se trataba de un asesino en serie, sino de varios matando mujeres en el sur de Los Ángeles. Durante los siguientes años, se descubrió que el asesino en serie Louis Crane cometió al menos dos de los asesinatos del Southside Slayer, y los asesinos en serie Michael Hugues, Daniel Lee Siebert, Chester Turner e Ivan Hill cometieron al menos uno cada uno. Además, algunos de ellos pudieron haber sido cometidos individualmente por proxenetas o clientes furiosos de las mujeres, sin relación con ningún asesino en serie.

## Juicio
El 7 de julio de 2010, Lonnie David Franklin Jr., de 57 años, fue arrestado. La Oficina del Fiscal de Distrito del Condado de Los Ángeles lo acusó de diez cargos de asesinato, un cargo de intento de asesinato y acusaciones de circunstancias especiales de asesinatos múltiples en el caso.
Después de un largo descubrimiento previo al juicio y varias demoras, el juicio se inició el 16 de febrero de 2016. Los alegatos finales comenzaron el 2 de mayo de 2016 y el jurado comenzó a deliberar el 4 de mayo de 2016. El jurado condenó a Franklin por todos los cargos el 5 de mayo de 2016. El 6 de junio de 2016, el jurado emitió un veredicto de muerte. El 10 de agosto, el Tribunal Superior condenó a Franklin en cada cargo, nombrando a las víctimas individuales.

## Muerte
El 28 de marzo de 2020, fue encontrado inconsciente en su celda. Al no obtener respuesta vital fue declarado muerto a las 7:43 p. m.. La causa de muerte está pendiente de los resultados de una autopsia; sin embargo, no hubo signos de violencia.

## Cine y televisión
- En 2014, el cineasta británico Nick Broomfield creó una película documental sobre Franklin, Tales of the Grim Sleeper.

- En 2014, Lifetime estrenó una película, The Grim Sleeper, basada en el caso. Fue producida por Michael Jaffe Films Ltd. y protagonizada por Dreama Walker, Macy Gray, Ernie Hudson y Micheal O'Neill.

- La historia se cubrió durante la primera temporada del programa de  Investigation Discovery, The Face of Evil en el episodio 4 titulado "The Grim Sleeper", que se estrenó el 9 de mayo de 2019.